# Antandroy
Antandroy ili Tandroy su jedan od 18 naroda Madagaskara, od 883 000 pripadnika (5,4% stanovnika države), koji žive na krajnjem jugu otoka u današnjim regijama Androy i Anosy. Njihovo ime na malgaškom znači ljudi iz zemlje trnja (roi označava bodljikavu vrstu mimoze, latinski Mimosa delicatula). Antandroy su prije svega nomadski pastiri, ali i poljoprivrednici u manjoj mjeri. Uzgajaju tapioku, proso, kukuruz, i slatki krumpir. Njihova sela leže pored cesta, skrivena gustom ogradom od kaktusa. Kao i većinski Merine govore malgaškim makrojezikom, njegovom inačicom zvanom malgaškim tanroi-mahafali jezikom. Pretežno ispovijedaju animizam, kršćanstvo i islam.

## Povijest
Njihova povijest još ni danas nije iscrpno istražena. Pripadajuće im kraljevstvo kao i kraljevstva susjednih naroda Bara, Mahafalija i Sakalava ima podrijetlo u zajedničkom kraljevstvu koje su na tom području u 16. stoljeću osnovali Zafimaniri.Prvi zapis o njima napravio je engleski mornar Robert Drury 1729. godine, u kojem je opisao svojih 15 godina zarobljeništva provedenih među njima.
Prema usmenoj predaji Antandroya, njihovo jedinstveno kraljevstvo s vladarima iz dinastije Andriamanare propalo je u 18. stoljeću kad su ih razni plemenski klanovi napali istodobno s istoka, sjevera i sjeverozapada. Od tad žive podijeljeni u brojnim malim zajednicama, koje se ponekad ujedine u borbi protiv zajedničkog neprijatelja. Ipak su oni tako uspjeli održati svoju neovisnost i u sukobu s Kraljevstvom Merina, sve do 1903. godine kad su u njihov kraj ušli francuski vojnici i njihova kolonijalna uprava.
Danas postoje brojne male kolonije Antandroya razbacane diljem Madagaskara, koje su oni osnovali u potrazi za poslom. Oni žive u svojim malim odvojenim zajednicama i drže se svojih običaja, ne miješajući se puno s okolnim stanovništvom. Nakon nekoliko godina provedenih tako na radu u tuđini vraćaju se u svoj rodni kraj. Njihove migracije otpočele su od 1920. godine, a pojačaju se za cikličkih pojava masovne gladi.

## Geografska rasprostranjenost
Antandroy žive na krajnjem jugu Madagaskara na ozemlju od 45 000 km² u Regiji Androy i Regiji Anosy, između rijeka Menarandre i Mandrarea. To je iznimno suh kraj, stjenovito područje pokriveno rijetkim bodljikavim raslinjem u kojem oni napasaju svoja stada kao nomadski stočari u stalnoj potrazi za vodom. Oni su se prilagodili tom vrlo surovom okolišu, ali često kad ih natjeraju velike suše i glad prelaze na zemlje drugih naroda. Njihovi neposredni susjedi su narodi Mahafali sa zapada, Bare sa sjevera i Antanosy na istoku.

## Običaji i kultura
Kultura i običaji naroda Antandroy bitno su različiti od svih susjednih malgaških naroda. Nikad ne izlaze iz kuće bez svoje mačete ili toljage, što je neka vrsta sjećanje na svoju ratničku prošlost. Iznimno poštuju stroga pravila svog tradicionalističkog društva. Uspjeli su sačuvati svoje običaje i kulturu od francuskog kolonijalnog utjecaja. Njihova glazba je jedinstvena, osobito ona za pogrebne obrede i sjećanja na pokojnike koju oni zovu beko. U njoj jedan pjevač solist evocira život pokojnika uz pratnju dvije do tri pjevačice različitih glasova, na taj način oni stvaraju polifoniju i pjevački stil jedinstven na Madagaskaru i različit od bilo čega na svijetu. Glazba im naravno ne služi samo za pogrebne obrede i običaje, već i u svakoj drugoj prilici kad se okupi obitelj ili veći skup na nekoj svečanosti. Neobični su i njihovi plesovi, potpuno različiti od susjednih plemena, za koje su neki antropolozi ustanovili da sliče na plesove afičkih Zulua.
Antandroy se vole tetovirati i ukrašavati srebrnim nakitom. Svoje obiteljske grobnice Valavato grade u formi pravokutnika, na 40-50 m², ograđenog zidom visokim 5 metara. Unutar tog pravokutnika nalazi se grob pokojnika ukrašen oslikanim drvenim skulpturama koje opisuju sve aspekte života pokojnika. Njihovo vječno siromaštvo dovelo ih je u položaj da su često socijalno diskriminirani u krajevima u koji iz nužde sa svojim stadima uđu, pa ih tako prati glas da su nasilnici i lažljivci.

## Vanjske poveznice
- The Tandroy of Madagascar  Arhivirana inačica izvorne stranice od 20. listopada 2013. (Wayback Machine)